# Zwisogłówka koroniasta
Zwisogłówka koroniasta (Loriculus galgulus) – gatunek małego ptaka z rodziny papug wschodnich (Psittaculidae), zamieszkujący Azję Południowo-Wschodnią. Nie wyróżnia się podgatunków. Nie jest zagrożony wyginięciem; obecnie rzadko spotykany w hodowlach.
WystępowaniePółwysep Malajski, Borneo, Sumatra oraz okoliczne wyspy.
Wymiarydługość ciała 12 cm, masa ciała 28 g.
OpisSamiec różni się od samicy czerwonawym gardłem. Poza tym cała zielona, z ciemniejszymi lotkami oraz czerwonym ogonem z zielonym tylko paskiem końcowym. Czerwony także kuper, ma niebieską plamę na głowie, pomarańczowe nogi i czarny dziób.
PożywienieZjada pąki, kwiaty, owoce, orzechy i nasiona.
Rozród3–4 jaja o wymiarach 18,0 × 15,5 mm. W niewoli inkubacja trwa 20 dni, a młode opierzone są po 5 tygodniach od wyklucia.
StatusMiędzynarodowa Unia Ochrony Przyrody (IUCN) uznaje zwisogłówkę koroniastą za gatunek najmniejszej troski (LC, least concern) nieprzerwanie od 1988 roku. Trend liczebności populacji uznaje się za stabilny.